# ジャン・レサル
ジャン・レサル（Jean Résal、1854年10月22日-1919年）はフランスの構造エンジニア、橋梁技術者である。
19世紀末の鋼橋の第一人者であり、エコール・ポリテクニーク教授、土木局局長を歴任した。

## 主な作品
- ナントのレサル橋
- パリの橋
  - ミラボー橋
  - アレクサンドル3世橋
  - ベルシー橋
  - ドゥビリ橋
  - ノートルダム橋

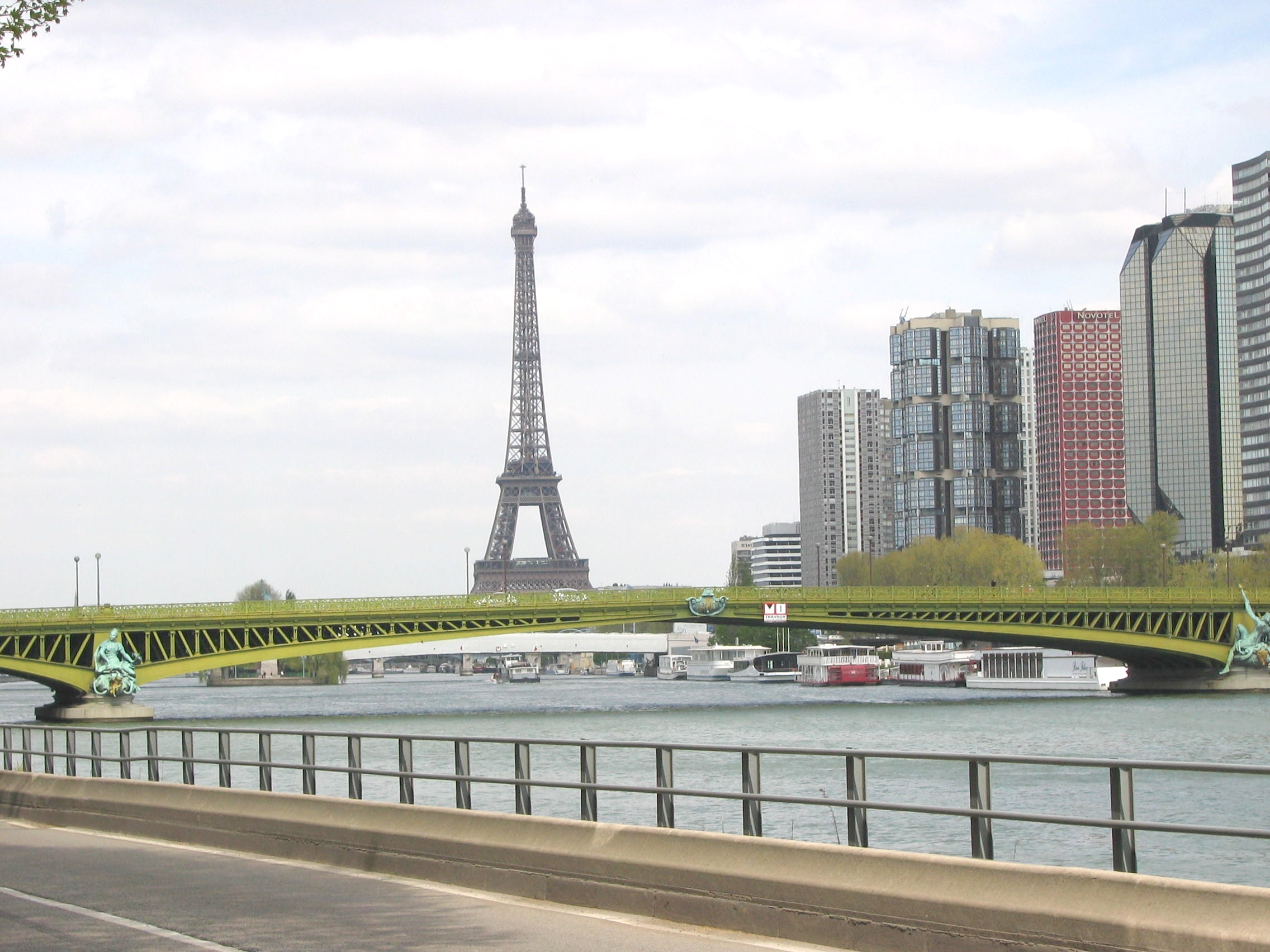
ミラボー橋
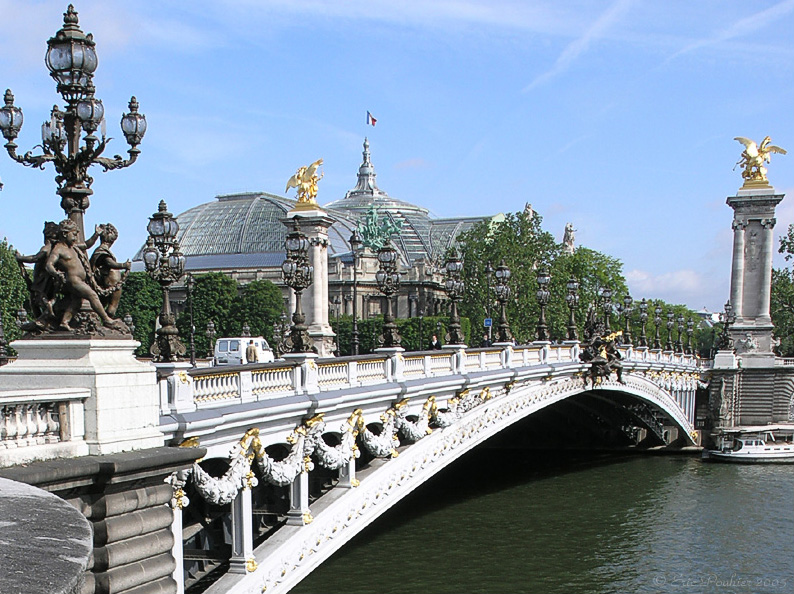
アレクサンドル3世橋
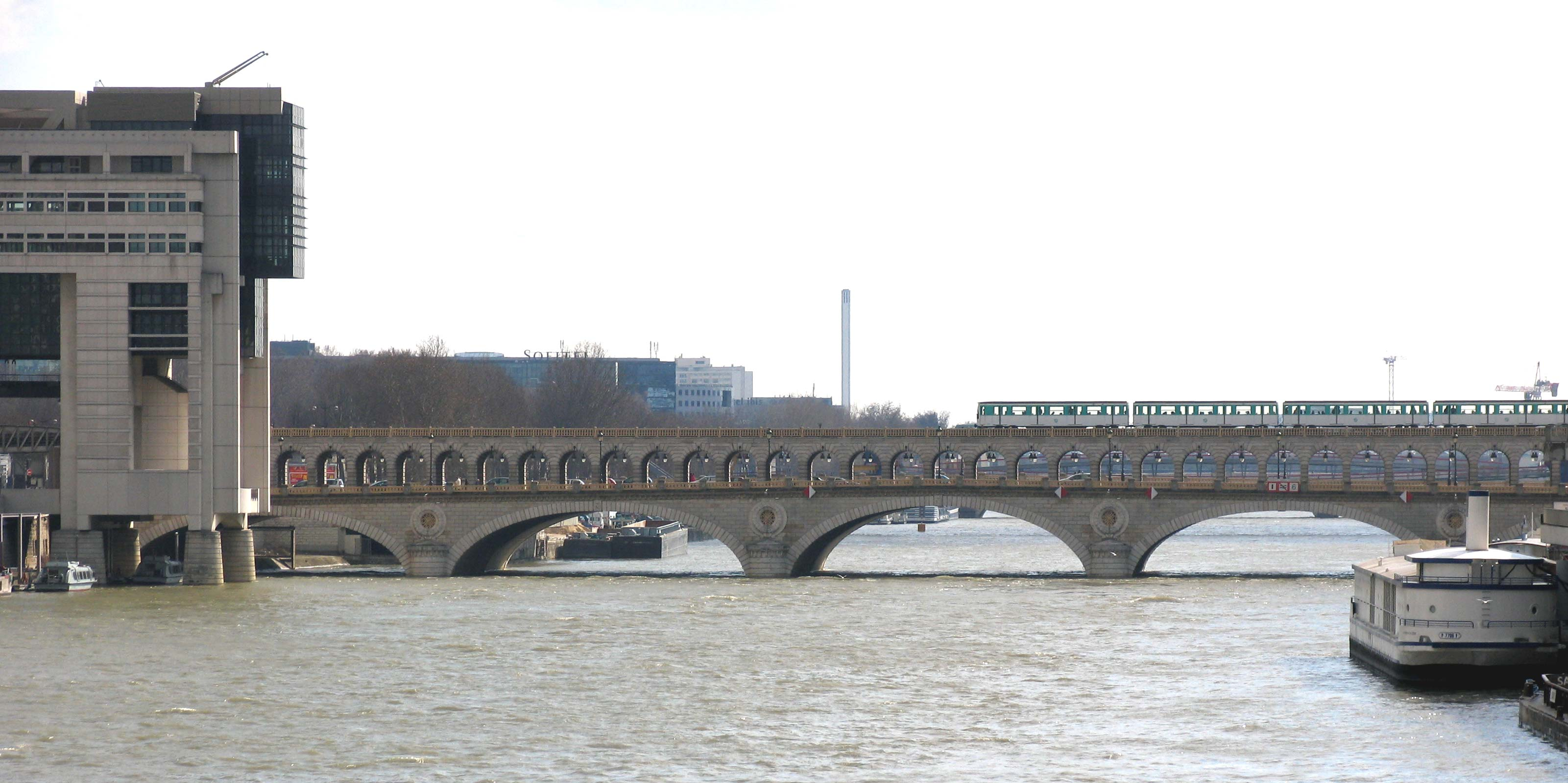
ベルシー橋
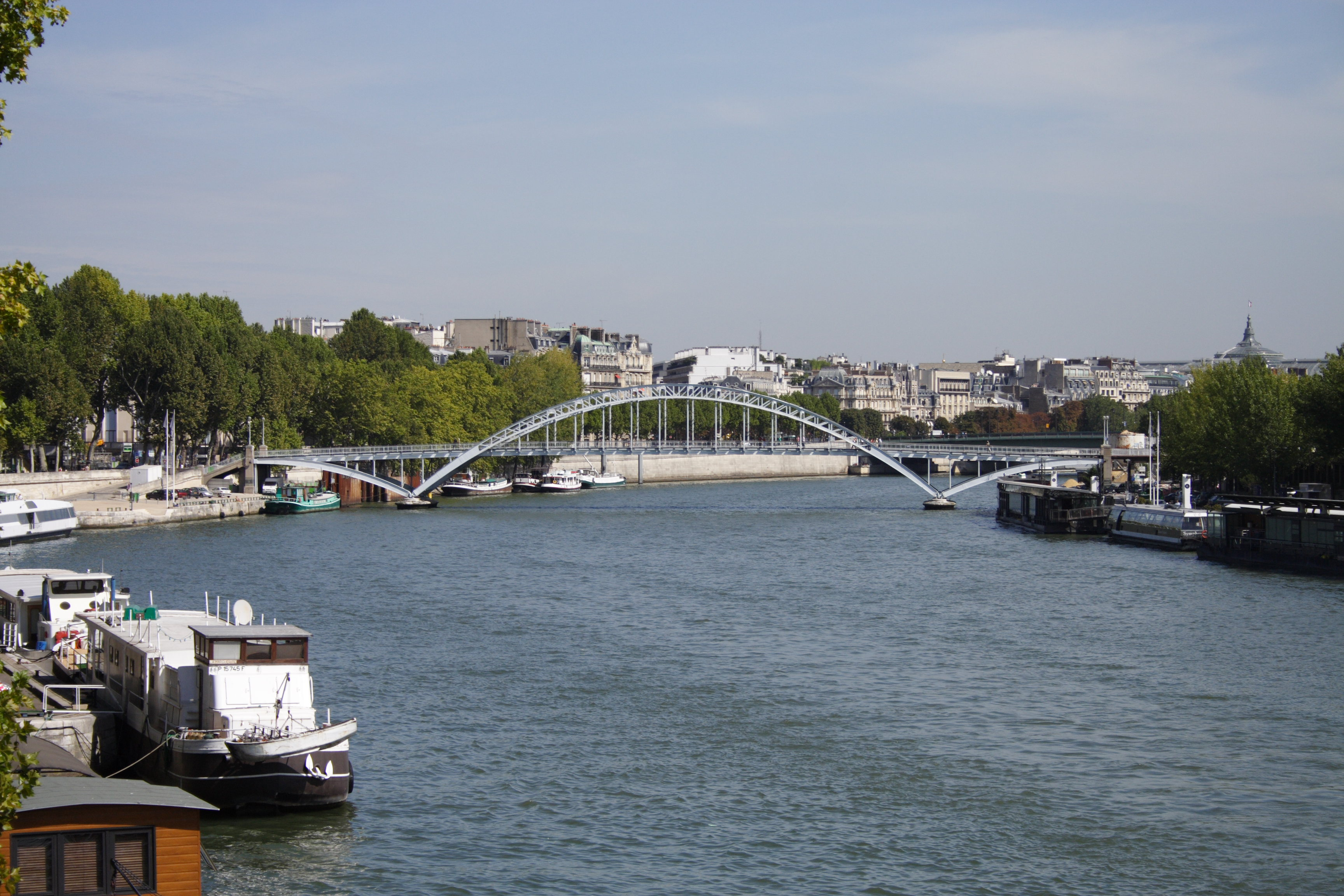
ドゥビリ橋
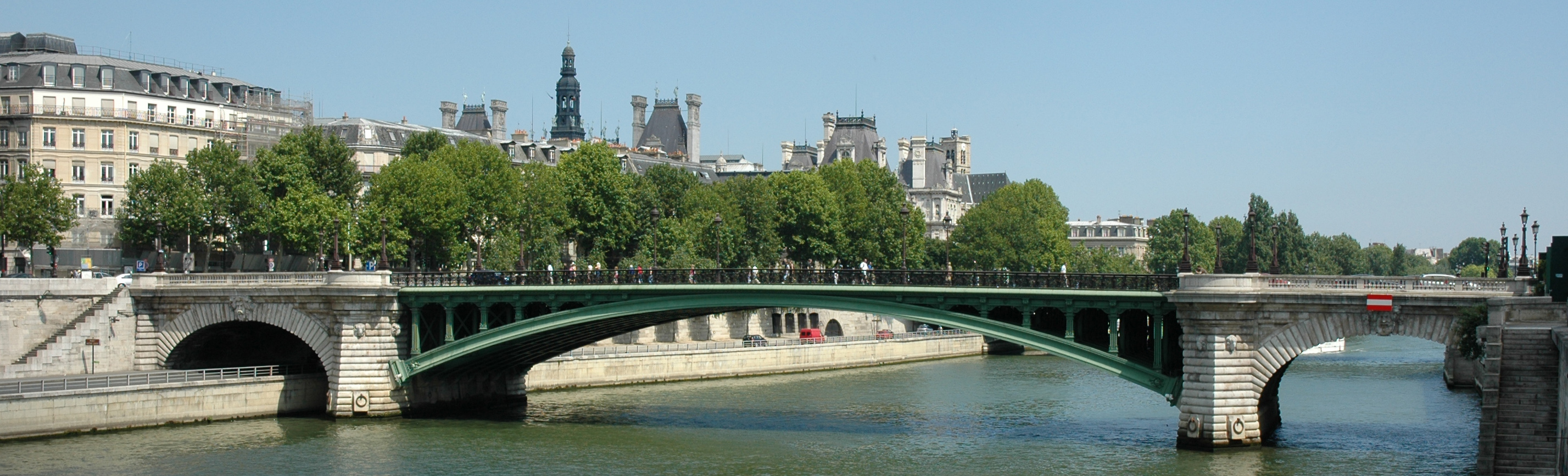
ノートルダム橋